# Aeroportul Municipal McMinnville
Aeroportul Municipal McMinnville (IATA: MMV, ICAO: KMMV, FAA LID: MMV) este un aeroport din Oregon, Statele Unite ale Americii ce deservește zona McMinnville⁠(d). Aeroportul a fost tranzitat în 2019 de 14 pasageri. A fost numit după zona deservită.
Situat la o altitudine de 50 m, aeroportul dispune de 2 piste.

## Infrastructură

### Piste
Aeroportul dispune de 2 piste. Pista 4/22 are suprafața de asfalt și dimensiunile 5.420 picioare × 150 picioare. Pista 17/35 are suprafața de asfalt și dimensiunile 4.340 picioare × 75 picioare. 